# کودا (آلبوم موسیقی)
«کودا» (به انگلیسی: Coda) آلبومی از لد زپلین است که در ۱۹ نوامبر ۱۹۸۲ منتشر شد.